# ابوسهل حمدوی
ابوسهل احمد بن حسن حمدوی (همچنین حمدونی و حمدویی نیز گاهی تلفظ می‌گردد) ادیب، دیوان‌سالار و از وزیران ایرانی‌تبار دربار غزنویان در زمان سلطنت محمد و مسعود غزنوی بود.او ابتدا وزیر محمد بن محمود بود ولیکن یاران نزدیک محمد با مسعود تبانی کرده و همدست او شدند و محمد را کور کردند.وزیر اول مسعود جیهانی بود که در ۴۲۴ هجری فوت کرد. مسعود ابو سهل را ناظر بر کارهای تاش فراش قرار داد و او در نهایت عدل و تدبیر این وظیفه را انجام داد

## خانواده
چنان‌که از یکی از قصاید فرخی سیستانی برمی‌آید او برآمده از یکی از خاندان‌های ثروتمند و کهن ایران باستان بوده‌است و کاخ خاص خود را نیز داشته‌است که فرخی سیستانی آن را بهتر از طاق کسری توصیف می‌کند.
| ای قصد تو به دیدن ایوان کسروی         |  | اندیشه کرده ای که بدیدار آن روی |
| ایوان خواجه با توبه شهر اندرون بود    |  | دیوانگی بود که تو جای دگر شوی   |
| آن کس که هر دو دید، مر ایوان خواجه را |  | بسیار فضل دید بر ایوان کسروی    |